# 林加群島
林加群島是印度尼西亞在南海的小型群島，同时也是廖內群島省下的一个县，位於新加坡以南廖內群島省東部的赤道兩側，邻近苏门答腊岛东北岸，在廖內群島和邦加岛之间。
面积2,178平方公里，其中林加岛和新及島约占70%；多山，最高点海拔1163米。
林加群島居民主要是馬來族、布吉人和华人，他們以捕魚為生，雖然群島不少沙灘有珊瑚，但交通不便窒礙旅遊業的發展。

## 外部連結
- Singkep Community Website （页面存档备份，存于）
- Descriptions of all the major Riau Islands （页面存档备份，存于）

0°16′S 104°29′E / 0.267°S 104.483°E